# Psaumes pénitentiels
 (juin 2017).
Si vous disposez d'ouvrages ou d'articles de référence ou si vous connaissez des sites web de qualité traitant du thème abordé ici, merci de compléter l'article en donnant les références utiles à sa vérifiabilité et en les liant à la section « Notes et références ».

Le psaume Miserere accompagné d'une représentation du roi David dans un livre d'heures enluminé par Jean Bourdichon (fl. 1478-1520), v. 1500.

Les psaumes pénitentiels ou psaumes de confession est le nom donné aux psaumes 6, 32, 38, 51 (aussi appelé Miserere), 102, 130 (aussi appelé De profundis) et 143 car ils expriment l'affliction du péché et supplient pour le pardon divin. 
Nommés ainsi depuis le VIe siècle par Cassiodore, ils étaient déjà en partie identifiés par saint Augustin au début du Ve siècle. Dans la tradition de l'Église, le Miserere est le psaume pénitentiel par excellence. Ces psaumes étaient entonnés lorsque l'on emmenait chez les mourants l'huile sainte pour l'extrême onction, bien qu'ils se retrouvent dans la plupart des liturgies de la mort au Moyen-Âge et à l'Époque Moderne. 

## Traductions et mises en musique
Ils ont notamment été mis en musique par de nombreux compositeurs dont Orlando de Lassus dans ses Psalmi Davidis poenitentiales en 1584. Gregorio Allegri et Josquin des Prez sont aussi réputés pour leurs pièces sur ces psaumes. Le De profundis a été mis en musique par d'innombrables compositeurs et chantres. 
Des traductions de psaumes pénitentiels en anglais furent entreprises par quelques-uns des plus grands poètes d'Angleterre sous la Renaissance, dont Thomas Wyatt, Henry Howard et Philip Sidney. En Italie, la traduction de Laura Battiferri fut très appréciée.
À la même période en France, on relève plusieurs traductions des psaumes pénitentiels en vers français :
- anonyme, 1491 : Les sept pseaulmes penitenciaulx et la letanie en francoys
- Pierre Gringore, 1541 : Ensuyt une paraphrase et devote exposition sur les sept tresprecieux & notables Pseaulmes du Royal prophete David, non sans cause ditz penitentiels, car devotement recites & premedites, reduysent le penitent de lestat de peche a lestat de grace & vertu
- Nicolas Rapin, 1588 : Les sept pseaumes penitentiels
- Jean de La Ceppède, 1593 : Imitation des pseaumes de la penitence de David
- et surtout quelques décennies plus tard une traduction de Corneille, 1670, publiée avec sa traduction de l'Office de la Sainte Vierge.

De manière générale, on observe à cette période un vaste mouvement de traduction des psaumes en vers français (Louis Des Masures en traduit vingt en 1557; Philippe Desportes en publie cent en 1600 ; surtout Clément Marot et Théodore de Bèze s'associent pour traduire les cent cinquante psaumes de 1541 à 1563) et les psaumes pénitentiels sont manifestement, dans ces vastes entreprises, parmi les priorités des poètes.
Avant la suppression de la tonsure par Paul VI en 1972, les sept psaumes pénitentiels étaient donnés à lire aux nouveaux clercs tonsurés.

## Psaumes

### Ne in furore(psaume 6)
« Ps 6, 02 : Domine ne in furore tuo arguas me neque in ira tua corripias me
Ps 6, 03 : miserere mei Domine quoniam infirmus sum sana me Domine quoniam conturbata sunt ossa mea
Ps 6, 04 : et anima mea turbata est valde et tu Domine usquequo
Ps 6, 05 : convertere Domine eripe animam meam salvum me fac propter misericordiam tuam
Ps 6, 06 : quoniam non est in morte qui memor sit tui in inferno autem quis confitebitur tibi
Ps 6, 07 : laboravi in gemitu meo lavabo per singulas noctes lectum meum in lacrimis meis stratum meum rigabo
Ps 6, 08 : turbatus est a furore oculus meus inveteravi inter omnes inimicos meos
Ps 6, 09 : discedite a me omnes qui operamini iniquitatem quoniam exaudivit Dominus vocem fletus mei
Ps 6, 10 : exaudivit Dominus deprecationem meam Dominus orationem meam suscepit
Ps 6, 11 : erubescant et conturbentur vehementer omnes inimici mei convertantur et erubescant valde velociter »
« Ps 6, 2 : Seigneur, corrige-moi sans colère, et reprends-moi sans fureur.
Ps 6, 3 : Pitié, Seigneur, je dépéris ! Seigneur, guéris-moi ! Car je tremble de tous mes os,
Ps 6, 4 : de toute mon âme, je tremble. Et toi, Seigneur, que fais-tu ?
Ps 6, 5 : Reviens, Seigneur, délivre-moi, sauve-moi en raison de ton amour !
Ps 6, 6 : Personne, dans la mort, n'invoque ton nom ; au séjour des morts, qui te rend grâce ?
Ps 6, 7 : Je m'épuise à force de gémir ; chaque nuit, je pleure sur mon lit : ma couche est trempée de mes larmes.
Ps 6, 8 : Mes yeux sont rongés de chagrin ; j'ai vieilli parmi tant d'adversaires !
Ps 6, 9 : Loin de moi, vous tous, malfaisants, car le Seigneur entend mes sanglots !
Ps 6, 10 : Le Seigneur accueille ma demande, le Seigneur entend ma prière.
Ps 6, 11 : Qu'ils aient honte et qu'ils tremblent, tous mes ennemis, qu'ils reculent, soudain, couverts de honte ! »

### Miserere(psaume 51-50)
« Ps 50, 03 : miserere mei Deus secundum magnam; misericordiam tuam et; secundum multitudinem miserationum tuarum dele iniquitatem meam
Ps 50, 04 : amplius lava me ab iniquitate mea et a peccato meo munda me
Ps 50, 05 : quoniam iniquitatem meam ego cognosco et peccatum meum contra me est semper
Ps 50, 06 : tibi soli peccavi et malum coram te feci ut iustificeris in sermonibus tuis et vincas cum iudicaris
Ps 50, 07 : ecce enim in iniquitatibus conceptus sum et in peccatis concepit me mater mea
Ps 50, 08 : ecce enim veritatem dilexisti incerta et occulta sapientiae tuae manifestasti mihi
Ps 50, 09 : asparges me hysopo et mundabor lavabis me et super nivem dealbabor
Ps 50, 10 : auditui meo dabis gaudium et laetitiam exultabunt ossa humiliata
Ps 50, 11 : averte faciem tuam a peccatis meis et omnes iniquitates meas dele
Ps 50, 12 : cor mundum crea in me Deus et spiritum rectum innova in visceribus meis
Ps 50, 13 : ne proicias me a facie tua et spiritum sanctum tuum ne auferas a me
Ps 50, 14 : redde mihi laetitiam salutaris tui et spiritu principali confirma me
Ps 50, 15 : docebo iniquos vias tuas et impii ad te convertentur
Ps 50, 16 : libera me de sanguinibus Deus Deus salutis meae exultabit lingua mea iustitiam tuam
Ps 50, 17 : Domine labia mea aperies et os meum adnuntiabit laudem tuam
Ps 50, 18 : quoniam si voluisses sacrificium dedissem utique holocaustis non delectaberis
Ps 50, 19 : sacrificium Deo spiritus contribulatus cor contritum et humiliatum Deus non spernet
Ps 50, 20 : benigne fac Domine in bona voluntate tua Sion et aedificentur muri Hierusalem
Ps 50, 21 : tunc acceptabis sacrificium iustitiae oblationes et holocausta tunc inponent super altare tuum vitulos »
« Ps 50, 03 : Pitié pour moi, mon Dieu, dans ton amour, selon ta grande miséricorde, efface mon péché.
Ps 50, 04 : Lave-moi tout entier de ma faute, purifie-moi de mon offense.
Ps 50, 05 : Oui, je connais mon péché, ma faute est toujours devant moi.
Ps 50, 06 : Contre toi, et toi seul, j'ai péché, ce qui est mal à tes yeux, je l'ai fait. Ainsi, tu peux parler et montrer ta justice, être juge et montrer ta victoire.
Ps 50, 07 : Moi, je suis né dans la faute, j'étais pécheur dès le sein de ma mère.
Ps 50, 08 : Mais tu veux au fond de moi la vérité ; dans le secret, tu m'apprends la sagesse.
Ps 50, 09 : Purifie-moi avec l'hysope, et je serai pur ; lave-moi et je serai blanc, plus que la neige.
Ps 50, 10 : Fais que j'entende les chants et la fête : ils danseront, les os que tu broyais.
Ps 50, 11 : Détourne ta face de mes fautes, enlève tous mes péchés.
Ps 50, 12 : Crée en moi un cœur pur, ô mon Dieu, renouvelle et raffermis au fond de moi mon esprit.
Ps 50, 13 : Ne me chasse pas loin de ta face, ne me reprends pas ton esprit saint.
Ps 50, 14 : Rends-moi la joie d'être sauvé ; que l'esprit généreux me soutienne.
Ps 50, 15 : Aux pécheurs, j'enseignerai tes chemins ; vers toi, reviendront les égarés.
Ps 50, 16 : Libère-moi du sang versé, Dieu, mon Dieu sauveur, et ma langue acclamera ta justice.
Ps 50, 17 : Seigneur, ouvre mes lèvres, et ma bouche annoncera ta louange.
Ps 50, 18 : Si j'offre un sacrifice, tu n'en veux pas, tu n'acceptes pas d'holocauste.
Ps 50, 19 : Le sacrifice qui plaît à Dieu, c'est un esprit brisé ; tu ne repousses pas, ô mon Dieu, un coeur brisé et broyé.
Ps 50, 20 : Accorde à Sion le bonheur, relève les murs de Jérusalem.
Ps 50, 21 : Alors tu accepteras de justes sacrifices, oblations et holocaustes ; alors on offrira des taureaux sur ton autel. »

### De profundis(psaume 130-129)
« Ps 129, 1 : Canticum graduum De profundis clamavi ad te Domine
Ps 129, 2 : Domine exaudi vocem meam fiant aures tuae intendentes in vocem deprecationis meae
Ps 129, 3 : si iniquitates observabis Domine Domine quis sustinebit
Ps 129, 4 : quia apud te propitiatio est propter legem tuam sustinui te Domine sustinuit anima mea in verbum eius
Ps 129, 5 : speravit anima mea in Domino
Ps 129, 6 : a custodia matutina usque ad noctem speret Israhel in Domino
Ps 129, 7 : quia apud Dominum misericordia et copiosa apud eum redemptio
Ps 129, 8 : et ipse redimet Israhel ex omnibus iniquitatibus eius »
« Ps 129, 01 : Des profondeurs je crie vers toi, Seigneur,
Ps 129, 02 : Seigneur, écoute mon appel ! Que ton oreille se fasse attentive au cri de ma prière !
Ps 129, 03 : Si tu retiens les fautes, Seigneur Seigneur, qui subsistera ?
Ps 129, 04 : Mais près de toi se trouve le pardon pour que l'homme te craigne.
Ps 129, 05 : J'espère le Seigneur de toute mon âme ; je l'espère, et j'attends sa parole.
Ps 129, 06 : Mon âme attend le Seigneur plus qu'un veilleur ne guette l'aurore. Plus qu'un veilleur ne guette l'aurore,
Ps 129, 07 : attends le Seigneur, Israël. Oui, près du Seigneur, est l'amour ; près de lui, abonde le rachat.
Ps 129, 08 : C'est lui qui rachètera Israël de toutes ses fautes. »